# Прапор Єкатеринбурга
Прапор Єкатеринбурга прийнятий рішенням Єкатеринбурзької міської думи 43/61 від 24 червня 2008 року. Прапор нарівні з гербом є офіційним символом муніципального утворення «місто Єкатеринбург». Символіка прапора відтворює символіку герба Єкатеринбурга. Являє собою полотнище із співвідношенням ширини до довжини 2:3, складене трьома горизонтальними смугами жовтого, смарагдово-зеленого і синього кольорів, що мають ширину 1/4, 1/2, і 1/4 відповідно. По центру зеленої смуги вміщено зображення фігур герба муніципального утворення «місто Єкатеринбург» (рудокопна шахта у вигляді колодязного зрубу з коловоротом та плавильна піч з червоним вогнем всередині), виконане білим кольором. Зворотний бік полотнища дзеркально відтворює лицьову сторону.